# Sofia Goggia
Sofia Goggia (født 15. november 1992) er en italiensk alpin skiløber.
Hun repræsenterede Italien under det alpine verdensmesterskab 2017 i St. Moritz , hvor hun blev nummer 10 i super-G. Hun tog senere bronze i storslalom.
Hun tog guld i styrtløb under Vinter-OL 2018.